# Karen Gorham
Karen Marisa Gorham, född den 24 juni 1964, är en brittisk teolog. Hon är sedan februari 2016 biskop i anglikanska kyrkan i England.

## Biografi
Gorham studerade vid University of Bristol där hon 1995 blev Bachelor of Arts.. 
I Trinity College i Bristol, ett anglikaniskt College, fick hon teologisk utbildning. År 1995 vigdes hon till diakon och år 1996 prästvigdes hon  och blev 1995 präst i församlingen Kirby Sigston i York där hon stannade till 1999. Därefter blev hon kyrkoherde vid St Pauls Church i Maidstone, Canterbury. där hon stannade till 2007. 
År 2007 blev hon ärkediakon I Buckingham och 2015 utnämndes hon till biskop av Sherborne, som är suffraganbiskop i Salisbury stift. Hon installerades i februari 2016.
Karen Gorham var före utnämningen till biskop under tolv år medlem i Generalsynoden i Church of England.
Gorham har uppmärksammats genom att vara anhängare av kristen naturism. Hennes föräldrar var aktiva naturister och hon växte därför upp i en rörelse där nakenhet var helt naturlig, en miljö som hon dock själv lämnade i övre tonåren. Men hon ger fortfarande stöd åt rörelsens ambition att med kropp och själ försöka leva i harmoni med naturen vilket hon tydligt uttryckte år 2000 genom att vara medförfattare till boken Naturism and Christianity: Are They Compatible?. Hon ville att boken skulle bidra till att bryta ett tabu; många naturister är kristna, naturism är uttryck för en holistisk livsstil, och utifrån ett kristet perspektiv menar hon att nakenhet är något positivt.
År 2012 blev Gorham Fellow vid Royal Society of Arts (FRSA). Hon är ogift och fritiden ägnar hon åt resor och vandring, särskilt utefter brittiska kusten. Hon forskar även om keltisk religion.